# Jan Barszczewski
Jan Barszczewski (cunoscut în Belarus ca Jan Barščeǔski; n. 1796, Murahi⁠(d), Polotsky Uyezd⁠(d), Gubernia Vițebsk⁠(d), Imperiul Rus – d. 28 februarie/12 martie 1851, Ciudniv, gubernia Volînia⁠(d), Imperiul Rus) a fost un scriitor, poet, etnograf și editor belarus și polonez. A scris atât în limba belarusă, cât și în limba poloneză.
Este considerat „unul dintre fondatorii literaturii belaruse moderne”.

## Biografie

### Tinerețea
Barszczewski s-a născut în familia unui preot greco-catolic care făcea parte din mica nobilime. Locul nașterii sale este considerat de obicei satul Murahi⁠(d) (acum în raionul Rasonki⁠(d) din regiunea Vițebsk a Belarusului), dar totuși unii istorici susțin că Barszczewski s-a născut de fapt în satul Niaviedra (acum în raionul Pustoșka⁠(d) din regiunea Pskov a Rusiei).
A studiat la Colegiul Iezuit din Poloțk, unde a devenit celebru ca lector și poet. Datorită înclinației sale pentru improvizația poetică, a fost un invitat binevenit la serbările de familie ale nobilimii rurale. Primele poezii cunoscute scrise în belarusă au fost „Fecioara”, „Revolta iobagilor”, „Jefuirea țăranilor” și „Discuție între iobagi”. S-a ocupat și de pictură, realizând peisaje și caricaturi care au devenit populare în rândul populației locale.
După absolvirea Colegiului din Poloțk, Barszczewski a lucrat ca profesor particular în diferite locuri din Belarus, călătorind prin patria sa pentru a aduna folclor. La mijlocul anilor 1820 (cel mai probabil în 1826 sau 1827) s-a mutat la Sankt Petersburg.

### Viața la Sankt Petersburg
La Sankt Petersburg a predat limbile greacă și latină în mai multe instituții de stat și a studiat literatura antică. I-a cunoscut acolo pe Adam Mickiewicz și Taras Șevcenko, care au lăudat încercările poetice ale tânărului scriitor și l-au încurajat să-și dezvolte creativitatea literară.
A organizat un cerc literar de limbă belarusă și, în perioada 1840–1844, a fost redactorul almanahului anual Niezabudka („Nu mă uita”).

### Ultimii ani de viață și cinstirea memoriei sale
La invitația scriitorului polonez Henryk Rzewuski⁠(d), Jan Barszczewski s-a mutat în 1847 în orașul Ciudniv din Ucraina, unde și-a continuat activitatea literară. Cu toate acestea, el s-a îmbolnăvit curând de tuberculoză și a murit din cauza acestei boli la 12 martie 1851.
Jan Barszczewski a fost înmormântat în orașul Ciudniv, unde și-a trăit ultimii săi ani din viață. În 1997, în satul său natal, Murahi⁠(d), a fost ridicat un monument: un bolovan mare cu imaginea scriitorului și cu următoarele cuvinte gravate: „Gândurile mele singuratice se întorc către acest pământ”.

## Lucrări principale
- Poeziile belaruse „Fecioara”, „Vodca” și cântecul popular rescris „Cucul” ale lui Barszczewski au fost publicate pentru prima dată în revista Anuarul literar din 1843.[9]
- Cea mai cunoscută operă literară a sa este volumul de proză Szlachcic Zawalnia, czyli Białoruś w fantastycznych opowiadaniach [Nobilul Zawalnia sau Belarusul în povești fantastice] (1846).[10] Acest volum este o „colecție clasică de povești de groază populare și gotice inspirate din poveștile și legendele ciudate din nordul Belarusului”, care sunt relatate de nobilul Zawalnia călătorilor sau oaspeților săi.[11] „Îmi plac astfel de povești. Există o mare parte din adevărul lui Dumnezeu în această fantezie populară”, spune Zawalnia. Cititorului i se înfățișează o galerie colorată de personaje populare – oameni simpli și sensibili. Filosofia lor de viață este simplă și clară: „Cine muncește și Îi cere lui Dumnezeu trăiește bine și îi ajută pe oameni”. Dar eroii poveștilor lor sunt oameni lacomi și pătimași care își vând sufletul monștrilor și diverselor spirite rele pentru a obține bogăție și își pierd conștiința umană. Moralitatea comunității omenești (înțelegerea „umanității”) îi condamnă.[12]
- În 1849 a publicat prima parte a colecției Proză și poezii, care cuprindea balade, poezia „Viața unui orfan” și povestea „Sufletul nu este în trupul lui”.[9]